# Imigração espanhola na Bahia
A imigração espanhola na Bahia aconteceu durante o século XIX, quando chegaram os primeiros imigrantes vindos da Espanha. A Bahia abriga a terceira maior colônia espanhola no Brasil, com mais de dez mil hispano-brasileiros residentes na cidade de Salvador.

## Motivos da imigração
Tudo começou no século XIX, pois a imigração espanhola foi provocada pelo desenvolvimento industrial tardio da Espanha e por motivos econômicos decorrentes da manutenção de uma estrutura fundiária arcaica, o movimento migratório espanhol intensificou-se. 17 737 espanhóis migraram para Salvador, entre os anos 1883 a 1950, a maioria deles, vindo da região da Galiza.

## Galegos
O estado da Bahia foi um dos que receberam grandes contingentes de galegos, a capital da Bahia tem uma das maiores comunidades de espanhóis do Brasil e eles construíram laços com o estado ao longo do tempo, onde mantêm hospital (Hospital Espanhol), clube (Clube Espanhol), institutos (Associação Cultural Hispano-Galega Caballeros de Santiago), escolas de idiomas e time de futebol (Galícia Esporte Clube), em sua maioria os donos são descendentes de galegos, região no norte da Espanha. O movimento migratório se intensificou a partir de 1883. Nessa época já era a maior colônia estrangeira residente no estado. O grande sonho dos imigrantes galegos significava a perspectiva de acesso à propriedade da terra, às oportunidades de trabalho e negócio economicamente rentável.